# Villen Azarov
Villen Azarov (russisk: Виллен Абрамович Азаров) (født 29. april 1924 i Odessa i Sovjetunionen, død 7. januar 1978 i Moskva i Sovjetunionen) var en sovjetisk filminstruktør og manuskriptforfatter.

## Filmografi
- Eto slutjilos v militsii (Это случилось в милиции, 1963)[1][2]
- Zeljonyj ogonjok (Зелёный огонёк, 1964)
- Put v Saturn (Путь в «Сатурн», 1967)
- Neispravimyj lgun (Неисправимый лгун, 1973)